# 瀧澤站
瀧澤站（日语：／ Takizawa eki */?）是位於岩手縣盛岡市野澤90番，IGR岩手銀河鐵道的岩手銀河鐵道線車站。
此站可乘搭東日本旅客鉄道（JR東日本）花輪線的列車。

## 歷史
- 1906年（明治39年）
  - 1月21日 - 日本鐵道開設此站。
  - 11月1日 - 日本鐵道根據鐵道國有法（日语：鉄道国有法）而國有化。成為官設鐵道車站。
- 1967年（昭和42年）9月15日 - 瀧見信號站至小鳥谷站之間成為雙線鐵路，車站遷移現時位置。從前的車站位於此站以西300米處。
- 1985年（昭和60年）3月14日 - 成為無人車站。但是還有簡易委託售票服務[2]。
- 1987年（昭和62年）4月1日：伴隨國鐵分割民營化，車站由東日本旅客鐵道（JR東日本）營運。
- 1993年（平成5年）12月1日 - 售票業務由簡易委託變為直營，可購買部分指定席車票[2]。
- 1994年（平成6年）12月7日 - 發生事故。一列普通列車的機車在此站出軌，撞到一列貨運列車[3]。沒有人受傷[3]（瀧澤站列車出軌相撞事故（日语：日本の鉄道事故 (1950年から1999年)#滝沢駅列車脱線衝突事故））。
- 1999年（平成11年）6月 - 設置綠色窗口。
- 2002年（平成14年）12月1日：東北新幹線延伸至八戶，此站變由IGR岩手銀河鐵道管理。
- 2003年（平成15年）2月10日 - 岩手銀河鐵道的旅行部門「銀河鐵道觀光」於車站大樓內開幕（為近畿日本旅遊集團（日语：近畿日本ツーリストグループ）特約店）[4]。
- 2006年（平成18年）
  - 1月21日 - 為慶祝車站啟用100周年，舉行了紀念儀式和開展了相片展[5]。
  - 12月1日 - 終結瀧澤站內的銀河鐵道觀光櫃臺服務，遷移至廚川站[6]。
- 2008年（平成20年）12月1日 - 在站內的豆腐料理專門店「田樂茶屋 瀧澤站內店」開幕[7]。
- 2012年（平成24年）12月 - 「田樂茶屋 瀧澤站內店」結業[8]。
- 2014年（平成26年）3月16日 - 車站加設愛稱（副站名），名為學園之杜（日语：／）[1]。
- 2015年（平成27年）6月8日 - 在站內的開設「串燒處 銀河」[9][8]。
- 2017年（平成29年）10月14日 - 在月台盡頭鐵路拍攝專用空間「TRAIN SPOTTER'S」啟用[10]。
- 2019年（平成31年）5月30日 - 「串燒處 銀河」結業[8]。

## 車站構造
車站是一座地面車站，設有1面1線的單式月台和1面2線的島式月台，共有2面3線的月台。月台之間設有跨線橋連接。
國鐵末期，車站人次開始減少，使成為無人車站（但是售業業務與於車站內的咖啡店仍然為簡易委託業務）。後來由於成為睡房城市，使使用人次增加，成為JR民營化再次設有直營售業櫃臺。隨後，隨著車站附近2間大學開校，使用者繼續增加，在JR時代末期更開設綠色窗口。
在轉換至IGR後，此站是由盛岡站管理的直營車站（為盛岡站所屬的瀧澤澤派遣）。在IGR接管初期設有列車從此站折返，這是由於沿線人口增加，使加設列車折返往盛岡方向。在此站至盛岡站之間，於繁忙時間的乘車率非常高，而日間往盛岡的班次約30分鐘1班。
車站大樓設有售票櫃臺（營業時間6:45 - 17:00）和1座自動售票機。在2003年（平成15年）2月10日，由IGR直營的旅行社「銀河鐵道觀光」開幕。在2006年（平成18年）12月1日，旅行社遷移至廚川站。（隨後在2010年3月再遷移至IGR總部內）
在2017年（平成29年）10月14日鐵道之日之際，於上行2、3號月台向盛岡一方的盡頭設立了拍攝鐵路相片專用空間「TRAIN SPOTTER'S」。在該範圍地下加設防滑地面，提供一個安全的地方進行拍攝。TRAIN SPOTTER的名稱是來自英國鐵路迷的術語，意思是鐵道迷的空間。

### 月台
| 月台 | 路線                                    | 上下行 | 方向                       | 備註       |
| ---- | --------------------------------------- | ------ | -------------------------- | ---------- |
| 1    | ■岩手銀河鐵道線                         | 下行   | 岩手沼宮內、二戶、八戶方向 |            |
| 1    | ■花輪線                                 | 下行   | 鹿角花輪、大館方向         |            |
| 2    | ■岩手銀河鐵道線                         | 上行   | 廚川、盛岡方向             | 從此站出發 |
| 3    | ■岩手銀河鐵道線 （包括■花輪線直通列車） | 上行   | 廚川、盛岡方向             |            |

- 2號月台為上下行的待避線

## 使用狀況
根據「IGR岩手銀河鐵道」的資料，在2019年度（令和元年度）1日平均上下車人次為3,044人。主要的使用者為通勤客和鄰近此站的岩手縣立大學和盛岡大學學生。
以下列出近年乘客人次：
| 乘車人次變化            | 乘車人次變化     | 乘車人次變化       | 乘車人次變化 |
| 年度                    | 1日平均 乘車人次 | 1日平均 上下車人次 | 參考資料     |
| ----------------------- | ---------------- | ------------------ | ------------ |
| 2000年（平成12年）      | 1,806            |                    | [ JR 1 ]     |
| 2001年（平成13年）      | 1,915            |                    | [ JR 2 ]     |
| 2002年（平成14年）(JR)  | 2,116            |                    | [ JR 3 ]     |
| 2002年（平成14年）(IGR) |                  | 3,284              | [ IGR 2 ]    |
| 2003年（平成15年）      |                  | 3,583              | [ IGR 3 ]    |
| 2004年（平成16年）      |                  | 3,436              | [ IGR 4 ]    |
| 2005年（平成17年）      |                  | 3,151              | [ IGR 5 ]    |
| 2006年（平成18年）      |                  | 2,902              | [ IGR 6 ]    |
| 2007年（平成19年）      |                  | 2,776              | [ IGR 7 ]    |
| 2008年（平成20年）      |                  | 2,801              | [ IGR 8 ]    |
| 2009年（平成21年）      |                  | 2,697              | [ IGR 9 ]    |
| 2010年（平成22年）      |                  | 2,825              | [ IGR 10 ]   |
| 2011年（平成23年）      |                  | 2,814              | [ IGR 11 ]   |
| 2012年（平成24年）      |                  | 2,788（此站出入）  | [ IGR 12 ]   |
| 2012年（平成24年）      | 165（此站轉乘）  |                    | [ IGR 12 ]   |
| 2013年（平成25年）      |                  | 3,081              | [ IGR 13 ]   |
| 2014年（平成26年）      |                  | 3,114              | [ IGR 14 ]   |
| 2015年（平成27年）      |                  | 3,095              | [ IGR 15 ]   |
| 2016年（平成28年）      |                  | 3,104              | [ IGR 16 ]   |
| 2017年（平成29年）      |                  | 3,132              | [ IGR 17 ]   |
| 2018年（平成30年）      |                  | 3,162              | [ IGR 18 ]   |
| 2019年（令和元年）      |                  | 3,044              | [ IGR 1 ]    |

## 車站周邊
- 岩手縣立大學[9]
  - 岩手縣立大學盛岡短期大學部
- 盛岡大學（日语：盛岡大学）[9]
  - 盛岡大學短期大學部
- 岩手縣立盛岡農業高等學校（日语：岩手県立盛岡農業高等学校）
- 瀧澤市立瀧澤第二中學
- 瀧澤市立瀧澤第二小學
- 瀧澤市立瀧澤東小學
- 岩手產業文化中心（日语：岩手産業文化センター）「Abio」
- 岩手縣立野鳥觀察之森「自然中心」
- 岩手縣立森林公園
- 岩手馬園（前岩手小馬學校）
- 瀧澤市東部體育館
- 瀧澤站前郵局
- 岩手縣道16號盛岡環狀線（日语：岩手県道16号盛岡環状線）

## 巴士路線
- 岩手縣交通（日语：岩手県交通）
  - 松園·盛岡大學（日语：盛岡大学）線 經岩手縣立大學前往盛岡大學、前往松園營業所（日语：岩手県交通松園営業所）（只於平日服務，學校假期暫停服務。）
  - 270　瀧澤站·盛岡大學線 經岩手縣立大學前往盛岡大學
  - 廚川深夜線（落客站，只於平日服務）

※廚川中央線前往縣立大學，巢子箱清水線（包括前往盛岡大學）不停車站前方。
- 岩手縣北巴士（日语：岩手県北自動車）
  - [C62] 經岩手縣立大學前往盛岡農業高校（日语：岩手県立盛岡農業高等学校）、松園一丁目
  - [C64] 經岩手縣立大學前往盛岡農業高校（在農業高校假期暫停服務）

## 相鄰車站
IGR岩手銀河鐵道
■岩手銀河鐵道、■JR花輪線（盛岡站至好摩站之間為岩手銀河鐵道線直通區間）
巢子－瀧澤－澀民

## 注腳

### 使用狀況

#### JR東日本
1. ↑  . 東日本旅客鉄道.   [2019-02-05]. （原始内容存档于2019-03-27） （日语）.
2. ↑  . 東日本旅客鉄道.   [2019-02-05]. （原始内容存档于2019-03-27） （日语）.
3. ↑  . 東日本旅客鉄道.   [2019-02-05]. （原始内容存档于2019-03-27） （日语）.

#### IGR岩手銀河鐵道
1. 1 2   (PDF). IGRいわて銀河鉄道.   [2020-08-09]. （原始内容存档 (PDF)于2020-08-10） （日语）.
2. ↑   (PDF). IGRいわて銀河鉄道.   [2019-02-04]. （原始内容 (PDF)存档于2019-02-04） （日语）.
3. ↑   (PDF). IGRいわて銀河鉄道.   [2019-02-04]. （原始内容 (PDF)存档于2019-02-04） （日语）.
4. ↑   (PDF). IGRいわて銀河鉄道.   [2019-02-04]. （原始内容 (PDF)存档于2019-02-04） （日语）.
5. ↑   (PDF). IGRいわて銀河鉄道.   [2019-02-04]. （原始内容 (PDF)存档于2019-02-04） （日语）.
6. ↑   (PDF). IGRいわて銀河鉄道.   [2019-02-04]. （原始内容 (PDF)存档于2019-02-04） （日语）.
7. ↑   (PDF). IGRいわて銀河鉄道.   [2019-02-04]. （原始内容 (PDF)存档于2019-02-04） （日语）.
8. ↑   (PDF). IGRいわて銀河鉄道.   [2019-02-04]. （原始内容 (PDF)存档于2019-02-04） （日语）.
9. ↑   (PDF). IGRいわて銀河鉄道.   [2019-02-04]. （原始内容 (PDF)存档于2019-02-04） （日语）.
10. ↑   (PDF). IGRいわて銀河鉄道.   [2019-02-04]. （原始内容 (PDF)存档于2019-02-04） （日语）.
11. ↑   (PDF). IGRいわて銀河鉄道.   [2019-02-04]. （原始内容 (PDF)存档于2019-02-04） （日语）.
12. ↑   (PDF). IGRいわて銀河鉄道.   [2019-02-04]. （原始内容 (PDF)存档于2019-02-04） （日语）.
13. ↑   (PDF). IGRいわて銀河鉄道.   [2019-02-04]. （原始内容 (PDF)存档于2019-02-04） （日语）.
14. ↑   (PDF). IGRいわて銀河鉄道.   [2019-02-04]. （原始内容 (PDF)存档于2019-02-04） （日语）.
15. ↑   (PDF). IGRいわて銀河鉄道.   [2019-02-04]. （原始内容 (PDF)存档于2019-02-04） （日语）.
16. ↑   (PDF). IGRいわて銀河鉄道.   [2019-02-04]. （原始内容 (PDF)存档于2019-02-04） （日语）.
17. ↑   (PDF). IGRいわて銀河鉄道.   [2019-02-04]. （原始内容 (PDF)存档于2019-02-04） （日语）.
18. ↑   (PDF). IGRいわて銀河鉄道.   [2019-07-20]. （原始内容 (PDF)存档于2019-07-08） （日语）.

## 外部連結
- IGR岩手銀河鐵道 瀧澤站 （页面存档备份，存于）（日語）